# Parlamentswahl in Südafrika 2004
- AZAPO: 1
- PAC: 3
- ANC: 279
- UDM: 9
- MF: 2
- ID: 7
- DA: 50
- ACDP: 7
- UCDP: 3
- IFP: 28
- NNP: 7
- VF+: 4

Am 14. April 2004 fanden in Südafrika Parlamentswahlen statt, bei welchen der African National Congress (ANC) von Präsident Thabo Mbeki, der seit Ende der Apartheid im Amt ist, mit absoluter Mehrheit in der Nationalversammlung wiedergewählt wurde.
Es waren die dritten Wahlen seit Ende der Apartheid. Der ANC konnte sein Ergebnis mit 69,7 % weiter ausbauen, so dass er eine Zweidrittelmehrheit der Mandate erhielt, mit der er die Verfassung ohne Zustimmung anderer Parteien hätte ändern können. Es ist das bislang beste Ergebnis für den ANC bei landesweiten Wahlen (Stand 2016). Die Wahlbeteiligung betrug 76,7 %, was bedeutet, dass 53 % aller Wahlberechtigten den ANC gewählt haben.
Die größte Oppositionspartei ist die Democratic Alliance (DA), die ebenfalls einen Stimmenzuwachs verbuchen konnte. Vermutlich wurde sie von ehemaligen Wählern der Nuwe Nasionale Party (NNP) gewählt. Die Nuwe Nasionale Party, die Nachfolgepartei der früher regierenden Nasionale Party (NP), verlor fast ihre gesamte Unterstützung und verschlechterte sich von 20,4 % (1994) über 6,9 % (1999) auf 1,7 %, da viele Anhänger über die Koalition der NNP mit dem ANC irritiert waren. Die Independent Democrats, eine neue Partei geführt von Patricia de Lille, wurde fünftstärkste Kraft noch vor der NNP.
Außerdem wurden die neun Provinzversammlungen (Provincial legislatures) neu gewählt.

## Endergebnis
| Partei                             | Führer                  | Prozent | Veränderung zu 1999 | Sitze      |
| ---------------------------------- | ----------------------- | ------- | ------------------- | ---------- |
| African National Congress          | Thabo Mbeki             | 69,69   | + 3,34              | 279 (+ 13) |
| Democratic Alliance                | Tony Leon               | 12,37   | +2,81               | 50 (+12)   |
| Inkatha Freedom Party              | Mangosuthu Buthelezi    | 6,97    | −1,61               | 28 (−6)    |
| United Democratic Movement         | Bantu Holomisa          | 2,28    | −1,14               | 9 (−5)     |
| Independent Democrats              | Patricia de Lille       | 1,73    | +1,73               | 7 (+7)     |
| New National Party                 | Marthinus van Schalkwyk | 1,65    | −5,22               | 7 (−21)    |
| African Christian Democratic Party | Kenneth Meshoe          | 1,60    | +0,17               | 7 (+1)     |
| Vryheidsfront Plus                 | Pieter Mulder           | 0,89    | −0,20               | 4          |
| United Christian Democratic Party  | Lucas Mangope           | 0,75    | −0,03               | 3          |
| Pan Africanist Congress            | Motsoko Pheko           | 0,73    | +0,02               | 3          |
| Minority Front                     | Amichand Rajbansi       | 0,35    | +0,05               | 2 (+1)     |
| Azanian People’s Organisation      | Mosibudi Mangena        | 0,25    | +0,08               | 1          |

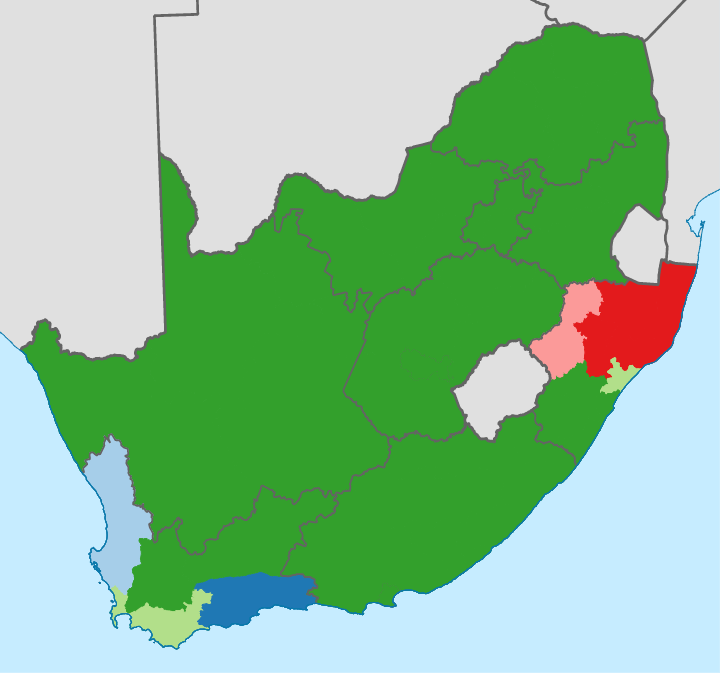
Mehrheiten nach Distrikten (absolute/relative Mehrheit):

Weitere Parteien traten an, erhielten aber keine Mandate.